# Spargelstraße Schleswig-Holstein

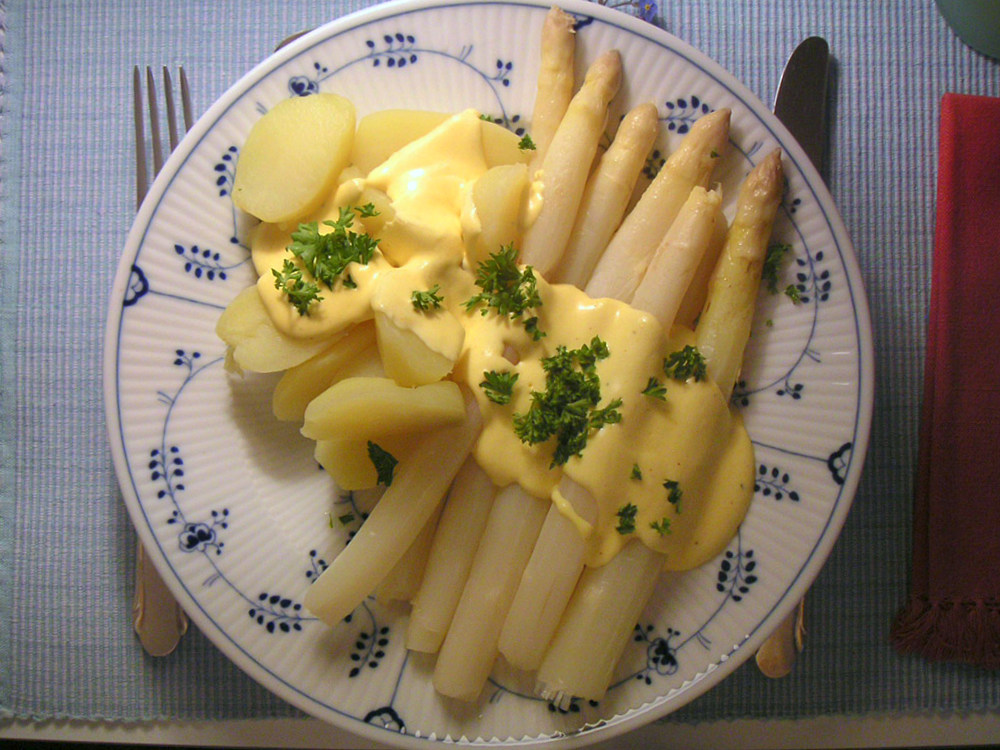
Typisches Spargelgericht mit Kartoffeln und Sauce Hollandaise

Die Spargelstraße Schleswig-Holstein ist eine Ferienstraße, die die spargelproduzierenden Betriebe in Schleswig-Holstein als Reiseroute verbindet
und den regionalen Spargelanbau im nördlichsten Bundesland repräsentiert. Da die Betriebe über das ganze Land verteilt sind, geht die Spargelstraße einmal rund um Schleswig-Holstein. 
Die Anbauschwerpunkte in Schleswig-Holstein sind der klimatisch begünstigte südöstliche Landesteil zwischen Lübeck und Lauenburg, der Nordwesten von Hamburg und die Region um Neumünster und Aukrug. Die Spargelstraße Schleswig-Holstein ist ca. 650 km lang und wurde erstmals im Mai 2003 der Öffentlichkeit vorgestellt.

## Weitere Spargelstraßen
In Baden-Württemberg (Badische Spargelstraße), Niedersachsen und in Nordrhein-Westfalen gibt es ebenfalls Spargelstraßen.